# دشت عبوردان
دشت عبوردان (به لاتین: Dashti Obburdon) یک تقسیمات کشوری در تاجیکستان است که در ولایت سغد واقع شده‌است. دشت عبوردان ۸۳۲ نفر جمعیت دارد.